# Mousline

Logo de Mousline.

Mousline est une marque française de purée instantanée (purée de pommes de terre en flocons), lancée en 1963 par la société Maggi (Nestlé).
Les flocons de purée sont fabriqués dans l'usine située à Rosières-en-Santerre (Somme), qui est la plus grosse unité mondiale de production de flocons déshydratés (190 salariés),. Elle fait partie, avec l'usine d'Arches produisant des produits Nestlé bébé, du groupement SITPA (Société industrielle transformation produits agricoles), filiale de Nestlé France), qui a réalisé en 2009 un chiffre d'affaires de 123 600 000 € pour un résultat net de 8 900 000 €.
Le 28 octobre 2021, Nestlé annonce envisager de se séparer de la marque. Le 3 octobre 2022, Nestlé cède la marque et l'usine, via  sa société Maggi, au groupe français FNB.

## Historique de la gamme
La gamme des produits Mousline s'est élargie petit à petit :
- 1970 : croquettes
- 1971 : dauphines
- 1973 : gratin
- 1974 : au lait
- 1982 : aux légumes, à savoir épinards, carottes et céleris
- 1984 : au fromage
- 1998 : saveur à l'ancienne

## Production
Pour obtenir 100 g de flocons de purée, il faut 560 g de pommes de terre fraîches. En 2009, l'usine SITPA a produit 19 629 tonnes de flocons de pommes de terre. En 2022, ce sont 18 000 tonnes qui sont sorties de l'usine, transformées à partir de 124 000 tonnes tonnes de pommes de terre.

## Publicité
Dans la pub télé de 1979, une mère de famille régale ses enfants en chantant « Quand je fais de la purée Mousline, je suis sûre que tout le monde en reprend » sur un air proche de Do-Re-Mi dans La Mélodie du Bonheur. Cette publicité chantée est remise au goût du jour en 2010.
Dans les années 1990, le groupe de rock français Elmer Food Beat transforme cette ritournelle en une chanson paillarde intitulée « la grosse Jocelyne ». 
En 1986, Jean-Paul Rappeneau réalise une publicité mettant en scène les personnages de La Belle et la Bête.